# Komunitní rada Manhattanu 8

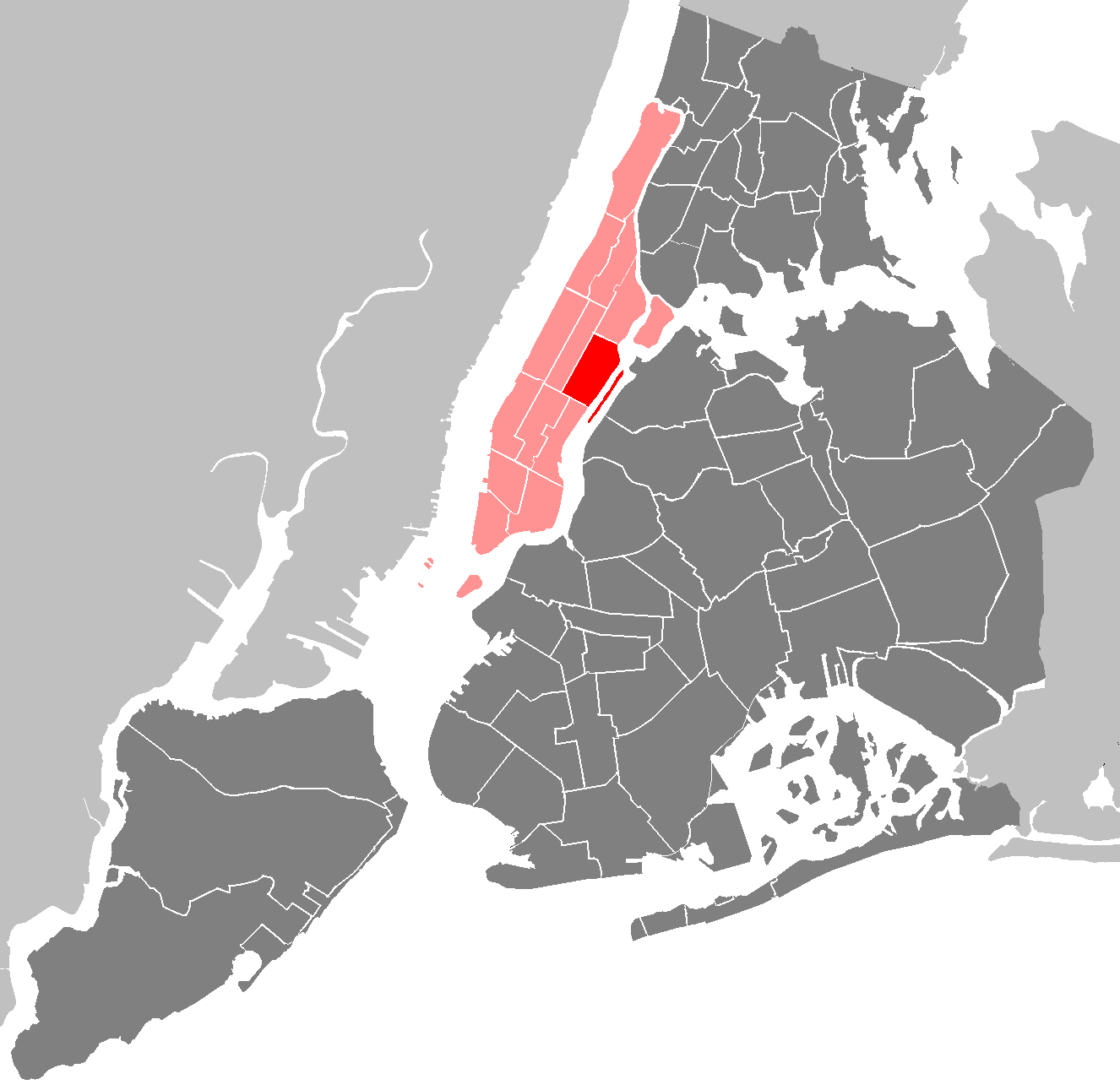
Poloha na Manhattanu

Komunitní rada Manhattanu 8 (Manhattan Community Board 8) je jednou z komunitních rad na newyorském Manhattanu. Zahrnuje části Upper East Side, Lenox Hill, Yorkville a Roosevelt Island.
Ohraničuje ji na východě East River, na jihu 59. ulice, na západě Central Park a na severu 96. ulice. Předsedou je David G. Liston a správcem Elizabeth McKee.